# Apalharpactes
Apalharpactes är ett litet fågelsläkte i familjen trogoner inom ordningen trogonfåglar. Släktet omfattar endast två arter som förekommer på Sumatra och Java:
- Sumatratrogon (A. mackloti)
- Javatrogon (A. reinwardtii)